# Sergei Wassiljewitsch Karassjow
Sergei Wassiljewitsch Karassjow (russisch Сергей Васильевич Карасёв; engl. Transkription: Sergey Karasev; * 26. Oktober 1993 in Sankt Petersburg, Russland) ist ein russischer Basketballspieler. Nach Karrierestart in seiner Heimat bei Triumph Ljuberzy mit seinem Vater Wassili Karasjow, der selbst als Spieler Vizeweltmeister wurde, als Trainer, spielt er von 2013 bis 2016 in der am höchsten dotierten Profiliga NBA. Seit der Saison 2016/17 spielt er wieder in Russland für BK Zenit Sankt Petersburg.

## Vereinskarriere
Seit seiner Jugend spielte Karassjow für Triumph aus Ljuberzy und wurde unter anderem von seinem Vater trainiert. Bereits als 17-Jähriger nahm Karassjow an der U-19 WM 2011 in Riga Teil und wurde mit Russland Dritter. Im gleichen Jahr bestritt er seine ersten Spiele in der PBL für Triumph und wurde dabei zum MVP des 25. Spieltags der Saison 2010/11 gewählt. Im nächsten Jahr erreichte er mit Triumph, bei denen sein Vater mittlerweile zum Cheftrainer des Profiteams befördert worden war, das Viertelfinale der Baltic Basketball League und den dritten Platz in der FIBA EuroChallenge 2012. Nach dem Ende der Saison 2011/12 wurde er in das PBL Second Team gewählt. Er blieb eine weitere Saison bei Triumph und wurde zum besten Nachwuchsspieler der VTB United League 2012/13 ernannt. Er nahm am Nike Hoop Summit 2013 teil und meldete sich für den NBA-Draft 2013.
Im NBA-Draft 2013 wurde Karassjow von den Cleveland Cavaliers an 19. Stelle ausgewählt. In Debütsaison in der NBA hatte er gewisse Anlaufschwierigkeiten und wurde mehrfach an das „Farmteam“ Canton Charge in der NBA Development League (D-League) abgegeben. Nach Saisonende kam er dann in einem Spielertausch zu den Brooklyn Nets. Diese hatten unter dem russischen Eigentümer Michail Prochorow bereits seinen NBA-erfahrenen Landsmann Andrei Kirilenko ein Jahr zuvor verpflichtet, sich aber mit Trainernovize Jason Kidd, der zu den Milwaukee Bucks wechselte, unter anderem über die Personalpolitik überworfen.
Im Sommer 2016 wechselte er zurück nach Russland, zu BK Zenit Sankt Petersburg.

## Nationalmannschaft
Nachdem Karassjow im Juli 2012 in Venezuela beim Qualifikationsturnier für die Olympischen Spiele 2012 sein Debüt in der russischen Nationalmannschaft gegeben hatte, war er auch bei den Olympischen Spielen in London Mitglied des Teams, das gegen Argentinien das Spiel um Platz drei und die Bronzemedaille gewann.

## Auszeichnungen und Erfolge
- Bronzemedaillengewinner mit Russland bei den Olympischen Spielen 2012
- Sieger der Universiade 2013 mit der russischen Studenten-Nationalmannschaft
- Top young Player der VTB-UL der Saison 2012/13
- Mitglied des PBL Second Team der Saison 2011/12